# Ed Reed
Edward Earl "Ed" Reed Jr. (født 11. september 1978 i St. Rose, Louisiana, USA) er en tidligere amerikansk football-spiller (safety). Han trak sig officielt tilbage i maj 2015. Han har spillet for Baltimore Ravens størstedelen af sin NFL-karriere, startende i 2002, og har siden da skaffet sig et omdømme som en af de bedste forsvarsspillere i ligaen.
Reeds er hele seks gange, i 2003, 2004, 2006, 2007, 2008 og 2009, blevet udtaget til NFL's All-Star kamp, Pro Bowl. Han blev i 2004 desuden kåret til ligaens bedste forsvarsspiller.

## Klubber
- 2002-2012: Baltimore Ravens
- 2013: Houston Texans
- 2013: New York Jets